# Sunderland (Massachusetts)
Sunderland es un pueblo ubicado en el condado de Franklin en el estado estadounidense de Massachusetts. En el Censo de 2010 tenía una población de 3.684 habitantes y una densidad poblacional de 96,43 personas por km².

## Geografía
Sunderland se encuentra ubicado en las coordenadas 42°28′0″N 72°32′49″O / 42.46667, -72.54694. Según la Oficina del Censo de los Estados Unidos, Sunderland tiene una superficie total de 38.2 km², de la cual 36.86 km² corresponden a tierra firme y (3.53%) 1.35 km² es agua.

## Demografía
Según el censo de 2010, había 3.684 personas residiendo en Sunderland. La densidad de población era de 96,43 hab./km². De los 3.684 habitantes, Sunderland estaba compuesto por el 87.08% blancos, el 2.88% eran afroamericanos, el 0.41% eran amerindios, el 5.16% eran asiáticos, el 0.03% eran isleños del Pacífico, el 1.74% eran de otras razas y el 2.71% pertenecían a dos o más razas. Del total de la población el 4.91% eran hispanos o latinos de cualquier raza.